# Perloid

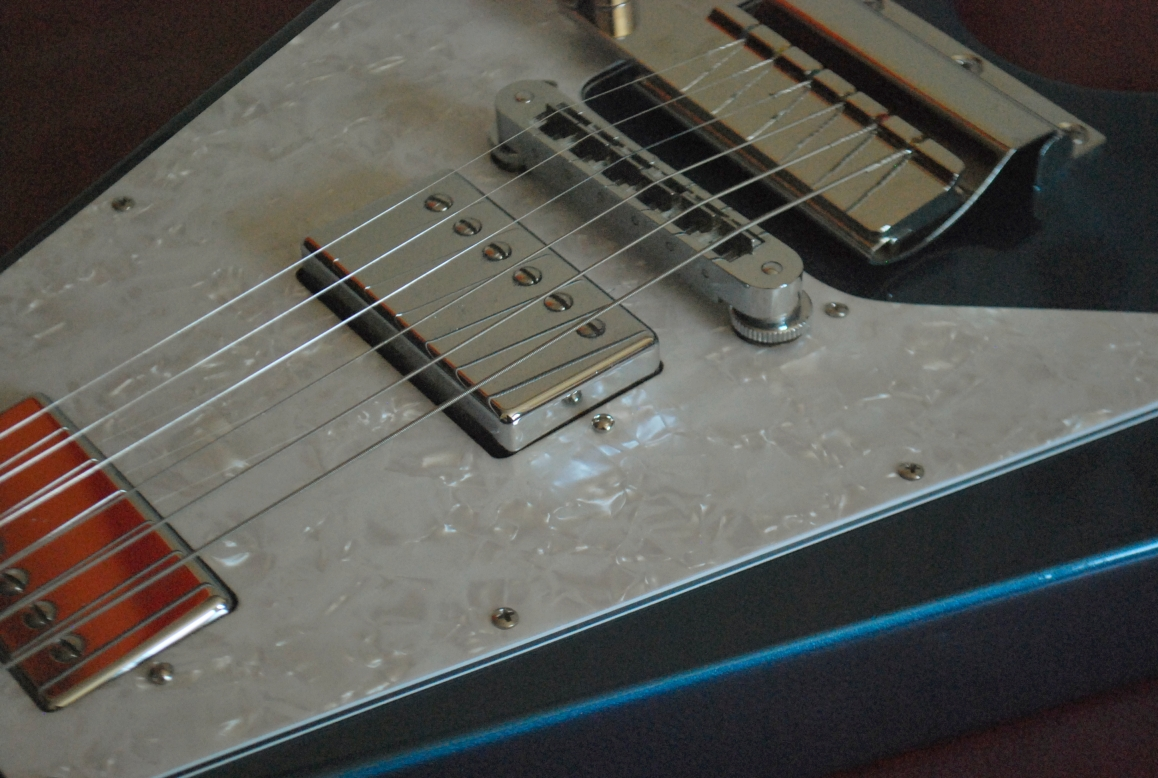
Elektrische Gitarre mit Schlagbrett aus Perlmutt-Ersatz

Perloid ist ein synthetischer Kunststoff aus Cellulosenitrat mit Füllstoffen wie Fischsilber (Perlmutteressenz), dessen Patentinhaber die Deutsche Celluloid-Fabrik AG in Eilenburg war, wo auch die Produktion stattfand. Perloid wird als Perlmutt-Ersatz verwendet und findet bei Intarsien in Musikinstrumenten, Tasten oder Plektren sowie für Knöpfe und für Toiletten- und Haarschmuckartikel und anderem Anwendung.
Ein anderer, ähnlicher Kunststoff wurde dann etwas später unter der Bezeichnung Pearloid von dem Hersteller Jos. H. Meyer Bros. in Brooklyn (New York City) in den USA gefertigt.
Heute wird Perlmutt-Ersatz nicht nur aus „Perloid“ oder „Pearloid“ hergestellt, der Perlmutt-Effekt lässt sich auch mit anderen Kunststoffen wie Celluloseacetat, Acrylglas und PVC sowie mit Polyestern erzeugen. Allerdings werden diese Produkte ebenfalls mit Perloid oder Pearloid bezeichnet. Roulett-Jetons, Chips sind teilweise ebenfalls aus Perlmutt-Ersatz hergestellt.